# Повітрянодесантна армія
Повітрянодеса́нтна (парашу́тна) а́рмія — тимчасове об'єднання повітрянодесантних дивізій (бригад) або десантно-штурмових бригад (батальйонів), призначене для десантування в декількох районах глибокого тилу противника для сумісного виконання ряду оперативно-стратегічних завдань.
До таких завдань можуть належати захоплення невеликої держави, островів, важливих промислових районів (об'єктів), заволодіння стратегічним плацдармом на узбережжі противника, проливними зонами.
Десантується, як правило, в декілька (5-7) рейсів упродовж 2-3 діб. Здатна самостійно діяти до 5-7 діб.
На початку XXI століття може розглядатися як основа мобільних сил держави (сил швидкого реагування).

### Повітрянодесантна армія союзників
Під час Другої світової війни 1939—1945 повітрянодесантні армії створювали кілька разів по обидва боки фронту.

Нарукавний шеврон 1-ї повітрянодесантної армії

2 серпня 1944 року Верховне Командування військ союзників в Європі формує 1-шу Повітрянодесантну армію з елітних з'єднань повітрянодесантних військ США, повітрянодесантних військ Великої Британії та інших держав у складі:
- XVIII повітрянодесантний корпус‎ США:
  - 13-та повітрянодесантна дивізія (з 1945 року)
  - 17-та повітрянодесантна дивізія
  - 82-га повітрянодесантна дивізія
  - 101-ша повітрянодесантна дивізія;
- 1-й повітрянодесантний корпус Великої Британії,
  - 1-ша повітрянодесантна дивізія
  - 6-та повітрянодесантна дивізія
  - 52 планерно-десантна дивізія
  - 1-ша бригада сил спеціального призначення Великої Британії,
  - 1-ша окрема парашутна бригада Польщі,
  - 3-х парашутних полків (1-й, 2-й та 3-й) Франції, а також
- З'єднання військово-транспортної авіації
  - 9-те військово-транспортне командування США
  - 38-ме транспортне командування Королівських ВПС Великої Британії
  - 46-те транспортне командування Королівських ВПС Великої Британії).

Командувачем ПДА призначається генерал-лейтенант Луїс Бреретон (США), надалі Армією командували: генерал-лейтенант Фредерік Браунінг (Велика Британія) та з січня 1945 — генерал-лейтенант Річард Гейл (Велика Британія).
Повітрянодесантна армія брала активну участь у повітрянодесантній операції «Маркет Гарден», а також у Рейнській повітрянодесантній операції 1945 року. Після завершення Другої світової війни армія була розформована.

### Парашутна Армія Німеччини
Німеччина теж не поступалася своїм бажанням мати елітне військове об'єднання. Наприкінці літа 1944 року вони формують 1-шу парашутну армію під командуванням легендарного засновника повітрянодесантних військ Німеччини генерал-полковника Курта Штудента. До складу Парашутної Армії включені всі парашутні частини та з'єднання Люфтваффе, а також піхотні частини. Армія існувала до кінця війни і відіграла активну роль у протидії повітряним десантам союзників 1944—1945, а також у проведенні наступальної операції в Арденах.

### Окрема гвардійська Повітрянодесантна армія СРСР
Радянський Союз формує у жовтні 1944 р. з чотирьох дивізій, повернених зі складу Діючої армії та з'єднань повітрянодесантних військ, що перебували в стратегічному резерві Ставки ВГК, свою власну Окрему гвардійську повітрянодесантну армію у складі 37-го Свірського, 38-го і 39-го гвардійських повітрянодесантних корпусів (у кожен з яких входило по три повітрянодесантні дивізії). В кінці грудня 1944 р. Окрема гвардійська Повітрянодесантна армія, що об'єднала більшість формувань повітрянодесантних військ, була перетворена в загальновійськову 9-ту гвардійську армію.
З'єднання 9-ї гвардійської армії були введені в бій в середині березня 1945 р. і завершили Німецько-радянську війну у Віденській і Празькій наступальних операціях.
Восени 1948 році з частин та з'єднань повітрянодесантних військ знов формується Окрема Повітрянодесантна армія. Але у зв'язку зі зміною основної концепції застосування повітрянодесантних військ Радянського Союзу ОПДА була розформована у квітні 1953 року.